# استیو دینز
استیو دینز (انگلیسی: Steve Daines؛ زاده ۲۰ اوت ۱۹۶۲) نمایندهٔ حوزه انتخابیه کلی مونتانا از جمهوری‌خواه در مجلس نمایندگان ایالات متحده آمریکا است که برای نخستین‌بار در ۶ ژانویه ۲۰۱۳ میلادی به‌عضویت این مجلس درآمد. دینز در سال ۲۰۱۴ به عنوان سناتور ایالات متحده از مونتانا برگزیده شد.